# 16248 Fox
16248 Fox este un asteroid din centura principală de asteroizi.

## Descriere
16248 Fox este un asteroid din centura principală de asteroizi. A fost descoperit pe 28 aprilie 2000 la Socorro, New Mexico, în cadrul proiectului LINEAR. El prezintă o orbită caracterizată de o semiaxă mare de 2,27 ua, o excentricitate de 0,13 și o înclinație de 2,4° în raport cu ecliptica.